# Parietal forhøjning
Den parietale forhøjning er en konveks, glat og markeret forhøjning i centrum på pandebenet. Det indikerer det punkt hvor ossificeringen startede.